# FC Viitorul Constanța
FC Viitorul Constanța was een Roemeense voetbalclub uit Ovidiu. Al verwijst de clubnaam naar de nabij gelegen grotere stad Constanța.
De club werd in 2009 door Gheorghe Hagi opgericht en kocht de licentie van CS Ovidiu in de Liga III. In 2010 werd de club kampioen en promoveerde naar de Liga 2. Daar werd de club in 2012 tweede en promoveerde naar de Liga 1. Op 13 mei 2017 behaalde de club het allereerste landskampioenschap uit haar bestaan. In juni 2021 werd bekend dat de club zou fuseren met vergane glorie Farul Constanța dat de plaats van Viitorul innam en ook de naam Farul bleef behouden waardoor Viitorul verdween. 

## Erelijst
- Liga 1

2017
- Liga III

2010
- Cupa României

2019
- Supercupa României

2019

## In Europa
Uitslagen vanuit gezichtspunt FC Viitorul
| Seizoen                                                    | Competitie       | Ronde | Land                | Club                      | Totaalscore | 1e W    | 2e W       | PUC |
| ---------------------------------------------------------- | ---------------- | ----- | ------------------- | ------------------------- | ----------- | ------- | ---------- | --- |
| 2016/17                                                    | Europa League    | 3Q    | Vlag van België     | KAA Gent                  | 0-5         | 0-5 (i) | 0-0 (t)    | 0.5 |
| 2017/18                                                    | Champions League | 3Q    | Vlag van Cyprus     | APOEL Nicosia             | 1-4         | 1-0 (t) | 0-4 nv (U) | 1.0 |
| 2017/18                                                    | Europa League    | PO    | Vlag van Oostenrijk | Red Bull Salzburg         | 1-7         | 1-3 (T) | 0-4 (U)    | 1.0 |
| 2018/19                                                    | Europa League    | 1Q    | Vlag van Luxemburg  | Racing FC Union Luxemburg | 2-0         | 2-0 (U) | 0-0 (T)    | 2.0 |
|                                                            |                  | 2Q    | Vlag van Nederland  | Vitesse                   | 3-5         | 2-2 (T) | 1-3 (U)    | 2.0 |
| 2019/20                                                    | Europa League    | 2Q    | Vlag van België     | KAA Gent                  | 5-7         | 3-6 (U) | 2-1 (T)    | 1.0 |
| Totaal aantal behaalde punten voor UEFA coëfficiënten: 4.5 |                  |       |                     |                           |             |         |            |     |

## Selectie 2020/2021
| Nr. |                          | Positie | Speler              |
| --- | ------------------------ | ------- | ------------------- |
| 3.  | Vlag van Brazilië        | V       | Marquinhos Pedroso  |
| 4.  | Vlag van Frankrijk       | V       | Damien Dussaut      |
| 5.  | Vlag van Roemenië        | V       | Sebastian Mladen    |
| 6.  | Vlag van Roemenië        | V       | Romario Benzar      |
| 7.  | Vlag van Roemenië        | A       | George Ganea        |
| 8.  | Vlag van Roemenië        | M       | Carlo Casap         |
| 9.  | Vlag van Letland         | A       | Valērijs Šabala     |
| 10. | Vlag van Noord-Macedonië | M       | David Babunski      |
| 11. | Vlag van Brazilië        | A       | Jô Santos           |
| 12. | Vlag van Roemenië        | DM      | Valentin Cojocaru   |
| 13. | Vlag van Roemenië        | M       | Cosmin Matei        |
| 14. | Vlag van Roemenië        | M       | Roberto Mălăele     |
| 15. | Vlag van Roemenië        | V       | Alexandru Georgescu |
| 17. | Vlag van Roemenië        | M       | Andrei Ciobanu      |
| 18. | Vlag van Roemenië        | M       | Andrei Artean       |

| Nr. |                            | Positie | Speler              |
| --- | -------------------------- | ------- | ------------------- |
| 19. | Vlag van Congo-Brazzaville | A       | Juvhel Tsoumou      |
| 21. | Vlag van Roemenië          | V       | Alin Dobrosavlevici |
| 22. | Vlag van Roemenië          | A       | Florian Haită       |
| 23. | Vlag van Roemenië          | V       | Virgil Ghiță        |
| 25. | Vlag van Roemenië          | A       | Aurelian Chițu      |
| 27. | Vlag van Kaapverdië        | A       | Ely Fernandes       |
| 28. | Vlag van Spanje            | M       | Jon Gaztañaga       |
| 30. | Vlag van Roemenië          | M       | Răzvan Grădinaru    |
| 32. | Vlag van Roemenië          | M       | Nicolas Popescu     |
| 34. | Vlag van Roemenië          | DM      | Cătălin Căbuz       |
| 42. | Vlag van Moldavië          | V       | Artur Crăciun       |
| 66. | Vlag van Spanje            | M       | Josemi Castañeda    |
| 77. | Vlag van Roemenië          | V       | Radu Boboc          |
| 97. | Vlag van Roemenië          | A       | Cristian Ene        |
| 80. | Vlag van Roemenië          | M       | Alexi Pitu          |
| 99. | Vlag van Roemenië          | M       | Ștefan Bodișteanu   |

## Bekende (ex-)spelers
- Gabriel Iancu (2011-2012)
- Răzvan Marin (2013-2017)
- Ianis Hagi (2014-2016, 2018-2019)